# Loch Tummel
Loch Tummel (schottisch-gälisch: Loch Teimhil) ist ein aufgestauter Süßwassersee in den schottischen Highlands. Er liegt in der Council Area Perth and Kinross etwa acht Kilometer westlich von Pitlochry. Loch Tummel hat die typisch langgezogene Form eines Sees in einem in der Eiszeit durch Gletscher entstandenen Tal. Er ist etwa elf Kilometer lang und an seiner breitesten Stelle knapp einen Kilometer breit. Loch Tummel ist Teil des Tummel Hydro-Electric Power Scheme. Der See wurde 1950 an seinem östlichen Ende aufgestaut, wodurch der Wasserspiegel heute etwa 4,5 m über seinem natürlichen Niveau liegt. 
Loch Tummel wird vom River Tummel durchflossen. Der Fluss, welcher auch Dunalastair Water durchfließt, mündet im Westen in den See und fließt am östlichen Ende wieder ab. Das meiste Wasser verlässt Loch Tummel jedoch nicht über den River Tummel, sondern durch unterirdische Rohre, die das Wasser zum Clunie-Wasserkraftwerk ableiten, von wo aus es wieder in den Fluss Tummel eingeleitet wird.
Das Nordufer von Loch Tummel wird von der gut ausgebauten B8019 erschlossen. Das Südufer ist nur über eine wenig ausgebaute Nebenstraße erreichbar. Loch Tummel ist ein beliebtes Touristenziel. Bekannt ist vor allem der im Nordwesten des Sees gelegene Queen’s View, der eine attraktive Aussicht über Loch Tummel und die beiden Inseln im See bietet. Darüber hinaus beherbergt der See einen Segelclub und bietet gute Möglichkeiten zum Angeln, wobei vor allem Forellen gefangen werden können. 
Zwei Kilometer nördlich steht der bronzezeitliche Na Clachan Aoraidh. Der See und seine Umgebung sind als National Scenic Area unter Schutz gestellt.